# Dolicheremaeus wangi
Dolicheremaeus wangi är en kvalsterart som beskrevs av Aoki och Hu 1993. Dolicheremaeus wangi ingår i släktet Dolicheremaeus och familjen Tetracondylidae. Inga underarter finns listade i Catalogue of Life.